# Крис Синглтон
Кристофер Карл Синглтон Млађи (енгл. Christopher Carl Singleton, Jr.; Кентон, Џорџија, 21. новембар 1989) амерички је кошаркаш. Игра на позицијама крилног центра и центра.

## Биографија
Колеџ каријеру је провео на универзитету Флорида Стејт где је наступао од 2008. до 2011. године. На НБА драфту 2011. је одабран као 18. пик од стране Вашингтон визардса. У Вашингтону је провео наредне три сезоне, и током тог периода је наступио на 148 НБА утакмица на којима је просечно бележио 4,1 поен по мечу. Током јесени 2014. је играо у Кини за екипу Ђангсуа, да би се у јануару 2015. вратио у САД и заиграо за Оклахома Сити блу из НБА развојне лиге. Сезону 2015/16. је провео у Локомотиви Кубањ, са којом је стигао до фајнал-фора Евролиге. Након завршетка сезоне у Русији био је члан кинеског Анхуија током јуна и јула 2016. године. У лето 2016. је потписао за Панатинаикос. У екипи из Атине је провео наредне две сезоне и освојио је две титуле првака Грчке као и један Куп. У сезони 2018/19. је био играч Барселоне и са њима је освојио Куп Шпаније. У септембру 2019. је потписао за Анадолу Ефес. Провео је у Ефесу наредне три сезоне и учествовао је у освајању две Евролиге (2021, 2022), док је у домаћим оквирима био по једном првак Турске и освајач националног Купа.

## Успеси

### Клупски
- Панатинаикос:
  - Првенство Грчке (2): 2016/17, 2017/18.
  - Куп Грчке (1): 2017.
- Барселона:
  - Куп Шпаније (1): 2019.
- Анадолу Ефес:
  - Евролига (2): 2020/21, 2021/22.
  - Првенство Турске (1): 2020/21.
  - Куп Турске (1): 2022.

### Појединачни
- Најкориснији играч месеца Евролиге (1): 2016/17. (1)